# Marie-Joseph Vaysse de Rainneville
Pour les articles homonymes, voir Vaysse et Rainneville (homonymie).
Marie Joseph Hubert Vaysse de Rainneville, 1er marquis de Rainneville (7 août 1833 - 29 janvier 1894) est un homme politique, militaire et noble français.

## Biographie

### Vie privée
Il est le fils d'Alphonse Vaysse de Rainneville (1798-1854) et de Thérèse de Tardy (1804-1885).
Il s'engage en 1860 dans les zouaves pontificaux. Il participe alors, comme aide de camp du général de Pimodan, qui y perd la vie, à la bataille de Castelfidardo. À cette occasion, il est décoré par le pape Pie IX. 
Pendant le siège de Paris, il commande un bataillon de la garde mobile de la Somme.

### Vie publique
En 1871, il est élu député de la Somme, et siège au centre droit, s'opposant à la politique de Thiers. Il est connu pour ses fréquentes interruptions. En 1875, il se rallie aux lois constitutionnelles. 
Conseiller général du canton de Villers-Bocage, il est élu sénateur de la Somme en 1876. Secrétaire du Sénat de 1876 à 1879, il vote avec la majorité monarchiste du Sénat. Il est battu en 1882 par un candidat républicain.
Il meurt le 29 janvier 1894 à Paris et est inhumé au cimetière du Père-Lachaise (31e division).

## Distinctions

### Décorations françaises
- Chevalier de la Légion d'honneur (décret du 5 mai 1871)[1].

### Décorations étrangères

#### Vatican
- Grand-croix de l'Ordre de Pie IX (6 août 1861)